# Тонкоклювая тимелия
Тонкоклювая тимелия (лат. Pomatorhinus superciliaris) — вид воробьиных птиц из семейства тимелиевых (Timaliidae).

## Ареал
Тонкоклювая тимелия встречается на территории Бангладеш, Бутана, Китая, Индии, Мьянмы, Непала и Вьетнама в тропических и субтропических туманных лесах. Включена в Красную книгу МСОП как находящаяся под наименьшей угрозой.

## Классификация
Выделяют несколько подвидов, различающихся в том числе и ареалом:
- Pomatorhinus superciliaris forresti (Rothschild, 1926) — северо-восток Мьянмы и юго-запад Китая
- Pomatorhinus superciliaris intextus (Ripley, 1948) — южный Ассам (Индия) и запад Мьянмы
- Pomatorhinus superciliaris superciliaris (Blyth, 1842) — восток Гималаев
- Pomatorhinus superciliaris rothschildi (Delacour & Jabouille, 1930) — север Вьетнама